# إدغار باور
إدغار باور (بالألمانية: Edgar Bauer)‏ هو صحفي وفيلسوف وكاتب ألماني، ولد في 7 أكتوبر 1820 في تشارلوتنبرغ في ألمانيا، وتوفي في 18 أغسطس 1886 في هانوفر في ألمانيا.